# Кавароцци, Бартоломео

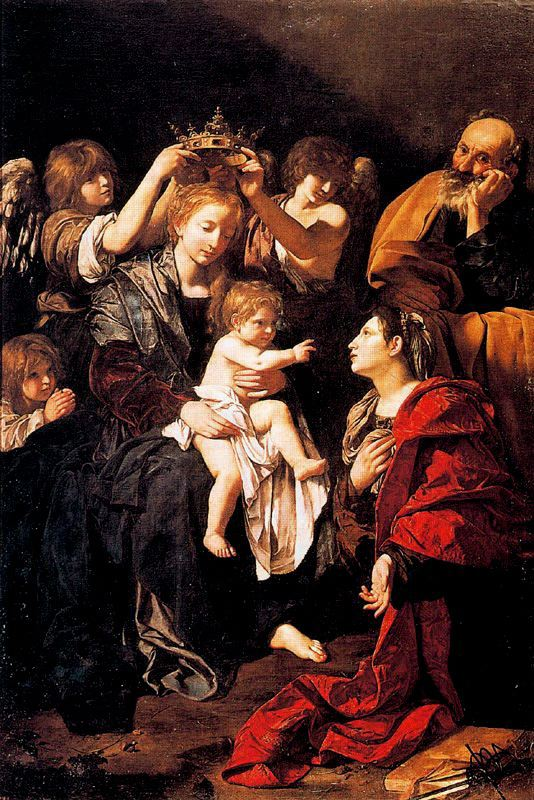
Святое семейство и Святая Екатерина Александрийская. 1618. Холст, масло. Прадо, Мадрид

Бартоломео Кавароцци, также Бартоломео де Крешенци (итал. Bartolomeo Cavarozzi, Bartolomeo de' Crescenzi; 15 февраля 1587, Витербо — 21 сентября 1625, Рим) — итальянский живописец эпохи барокко. Караваджист. Он обучался у Джованни Баттисты Крешенци в Риме, а затем несколько лет путешествовал по Испании вместе с учителем, где добился известности и, прежде чем вернуться в Италию, сыграл важную роль в распространении караваджизма в Испании. Сохранившиеся работы Кавароцци в основном посвящены библейским сюжетам и натюрмортам, хотя в более ранних источниках отмечается, что он «считался хорошим портретистом».

## Биография

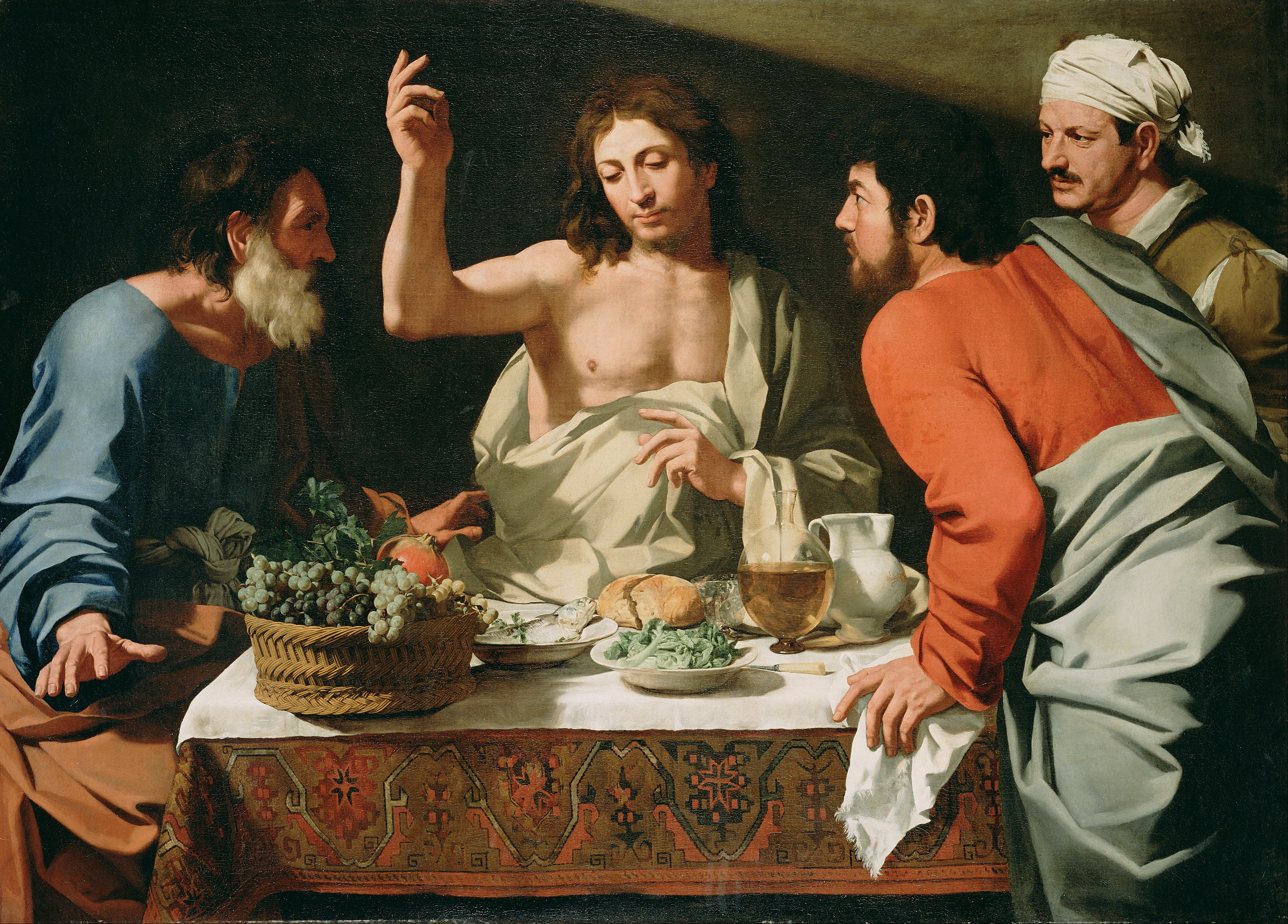
Ужин в Эммаусе. Между 1615 и 1625. Холст, масло. Центр Гетти, Лос-Анджелес, США

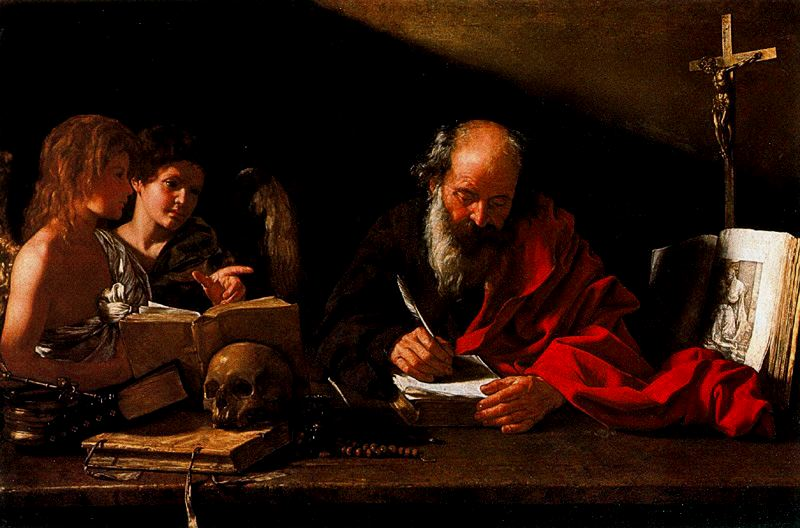
Святой Иероним и два ангела. 1617. Холст, масло. Палаццо Питти, Флоренция

Бартоломео Кавароцци родился 15 февраля 1587 года в Витербо, регион Лацио, в центральной Италии. Считается, что он приехал в Рим ещё ребёнком и получил некоторые из своих первых уроков у Тарквинио Лигустри, а далее, возможно, обучался у Гверчино, живописца и гравёра болонской школы (однако Кавароцци был на четыре года старше Гверчино, что ставит такую информацию под сомнение). Затем его воспитывали, почти как сына, маркизы Крешенци, от которых он и получил прозвание Бартоломео де Крешенци, и он тесно общался с художником Кристофоро Ронкалли, близким другом семьи Крещенци.
Бартоломео Кавароцци родился 15 февраля 1587 года в Витербо, регион Лацио, в центральной Италии. Считается, что он приехал в Рим ещё ребёнком и получил некоторые из своих первых уроков у Тарквинио Лигустри, а далее, возможно, обучался у Гверчино, живописца и гравёра болонской школы (однако Кавароцци был на четыре года старше Гверчино, что ставит такую информацию под сомнение). Затем его воспитывали, почти как сына, маркизы Крешенци, от которых он и получил прозвание Бартоломео де Крешенци, и он тесно общался с художником Кристофоро Ронкалли (одного из трёх художников, иногда называемых Помаранчо), близким другом семьи Крешенци.
В 1608 году он написал алтарную картину «Святой Карл Борромео в молитве» для церкви Сант-Андреа-делла-Валле, которая впоследствии была утрачена. Самая ранняя из его известных работ, «Святая Урсула и её спутники с папой Кириаком и Святой Екатериной Александрийской» (1614), была написана для церкви Братства Святой Урсулы и Екатерины (ныне базилика Святого Марка Евангелиста в Риме).
Маркиз Джованни Баттиста Крешенци, живописец и архитектор, приглашал молодых художников в свой семейный дворец недалеко от Пантеона, где они могли практиковаться в живописи с натуры — фигур и натюрмортов — под руководством опытных мастеров. Примером натюрморта Кавароцци является «Виноградные лозы и фрукты с тремя трясогузками» (ок. 1615—1618, в Метрополитен-музее, Нью-Йорк). Его натюрморты считаются «важными для истории натюрморта как в Италии, так и в Испании». Среди лучших работ Кавароцци — картина «Святой Иероним с двумя ангелами», приобретённая в 1617 году Медичи во Флоренции. Следы обучения, полученного Кавароцци в академии Крешенци, можно увидеть в натюрморте с черепом, чётками, книгами и распятием на изъеденном червями столе. Стиль Караваджо также очевиден в удивительной игре света в картине «Святой Иероним».
В 1617 году Джованни Баттиста Крешенци переехал в Испанию, следуя за кардиналом Антонио Сапатой-и-Сиснеросом (1550—1635), и взял молодого Кавароцци с собой, чтобы тот совершенствовал своё мастерство под руководством художников испанской школы. Вернувшись в Рим весной 1619 года, Кавароцци написал алтарную картину со Святой Анной, Мадонной и Младенцем для церкви бенедиктинок Сант-Анна-деи-Фаленьями. В мае 1622 года он написал картину «Встреча Марии и Елизаветы» для капеллы в Витербо.
Картины, написанные Кавароцци в Испании, демонстрируют все элементы караваджизма, однако он выработал и свой собственный стиль, который, помимо прочего, был менее драматичен и больше склонялся к нежным и сдержанным образам. Картина «Святое семейство со Святой Екатериной Александрийской» (1618) в Музее Прадо, Мадрид, относится к периоду пребывания Кавароцци в Испании.
Историки искусства отмечают влияние Кавароцци в ранних произведениях испанского художника Хусепе де Риберы, который видел работы Кавароцци в Италии, незадолго до или примерно в то же время, когда Кавароцци уехал в Испанию.
Кавароцци вернулся в Рим в 1619 году. Он работал в Риме и в своём родном городе Витербо, где создал картину «Святой Исидор» для соборной церкви Сант-Анджело-ин-Спата, а в 1622 году его картина «Встреча Марии и Елизаветы» была установлена в Витербо и ныне находится в капелле городской ратуши.
Художник скончался в Риме 21 сентября 1625 года в относительно молодом возрасте, в тридцать восемь лет.

## Галерея

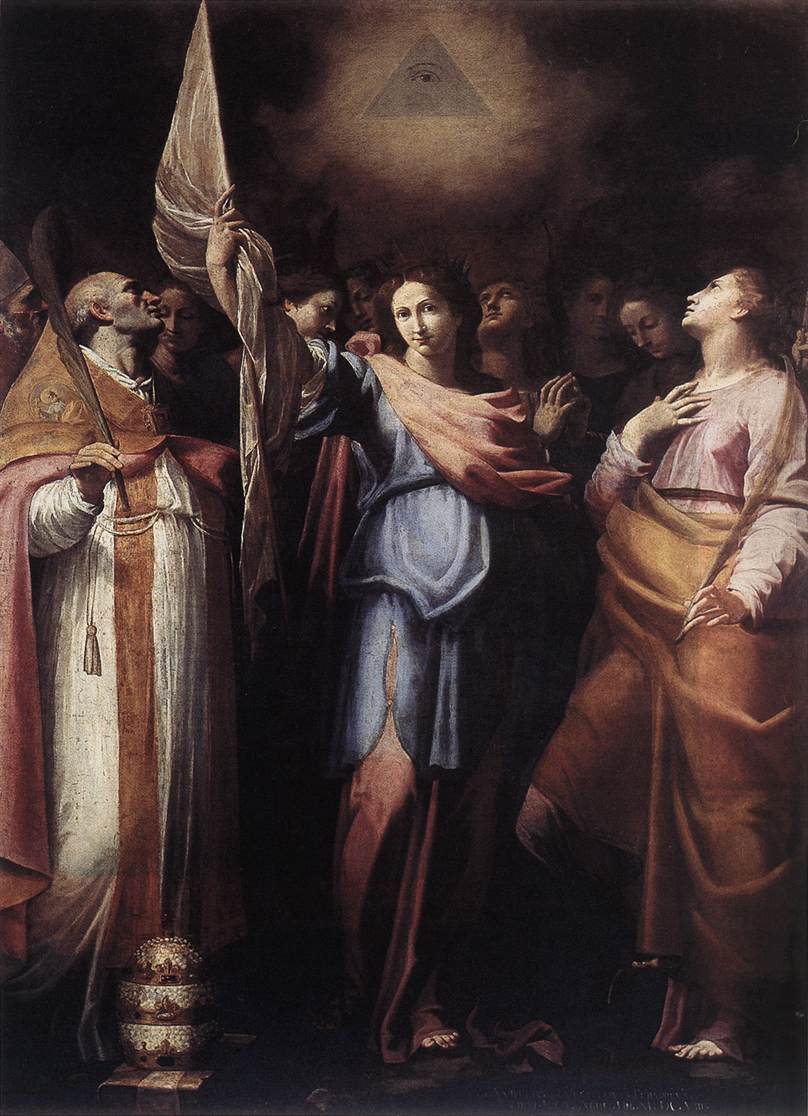
Святая Урсула и её спутники с папой Кириаком и Святой Екатериной Александрийской. 1608—1614. Холст, масло. Церковь Сан-Марко, Рим
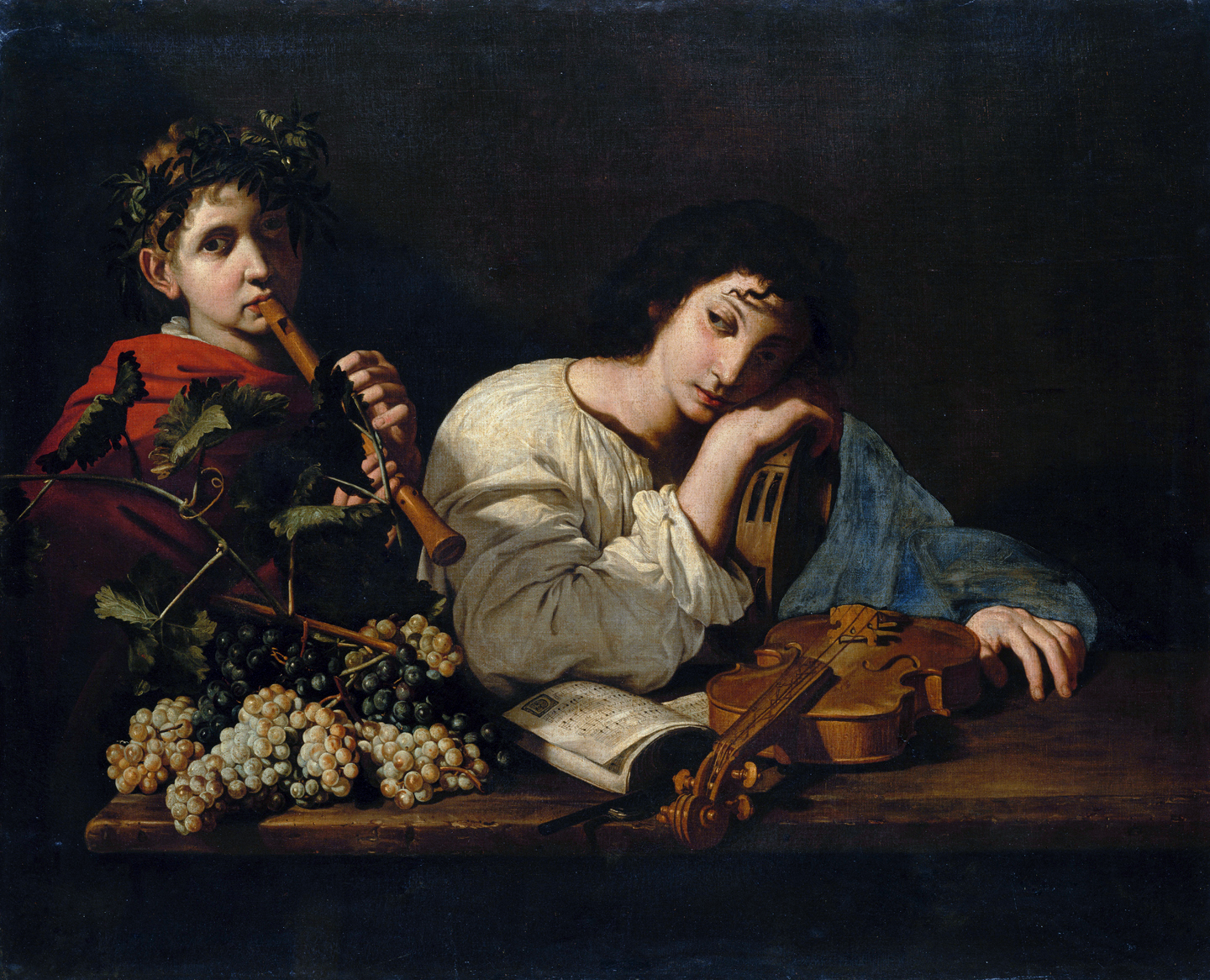
Печаль Аминты (Молодой флейтист). Ок. 1625. Холст, масло. Лувр, Париж
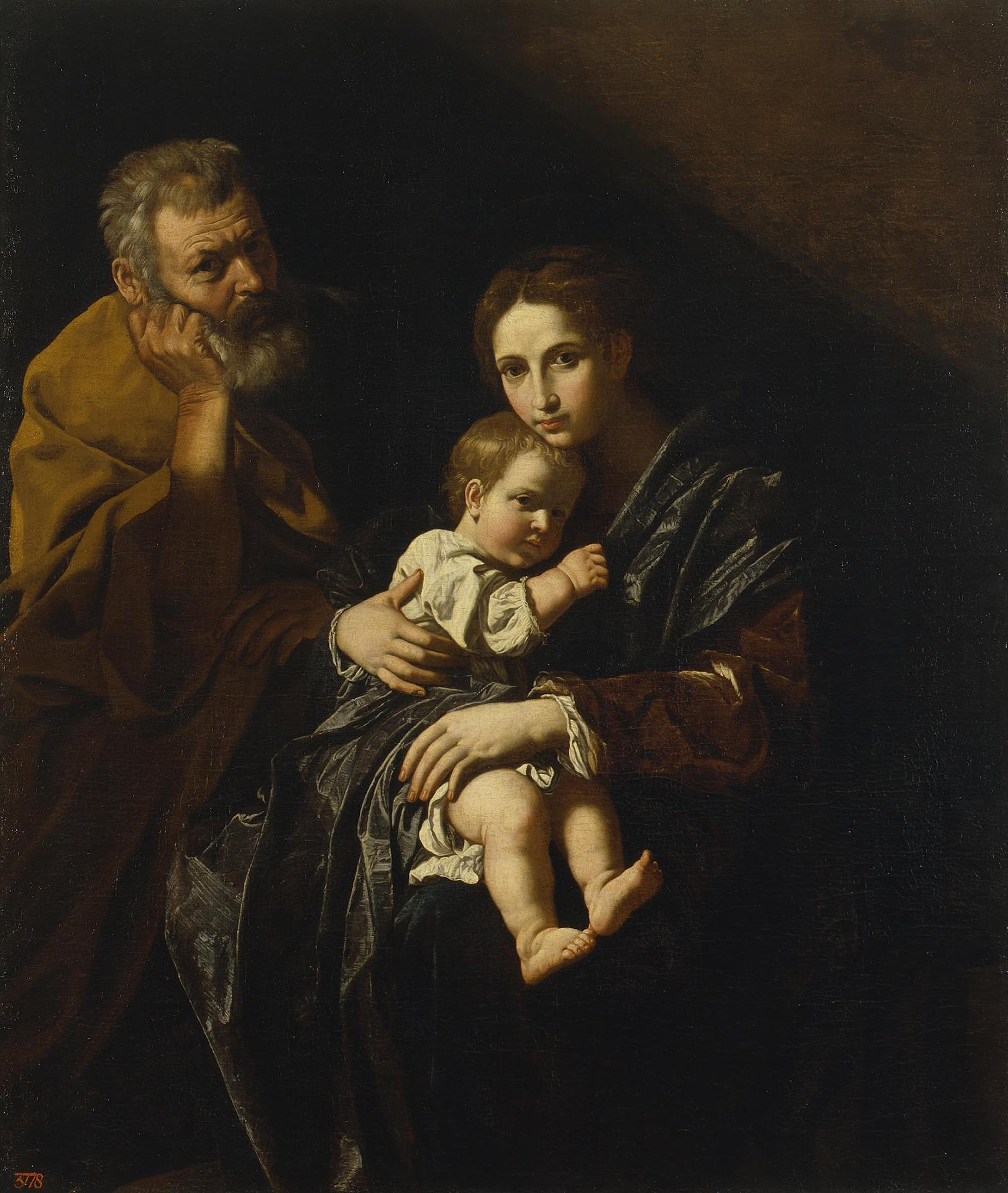
Святое семейство. Между 1617 и 1625. Холст, масло. Санкт-Петербург, Эрмитаж
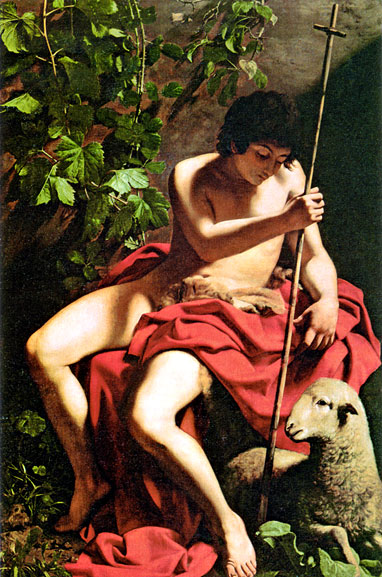
Иоанн Креститель. Музей произведений искусства Собора, Толедо, Испания
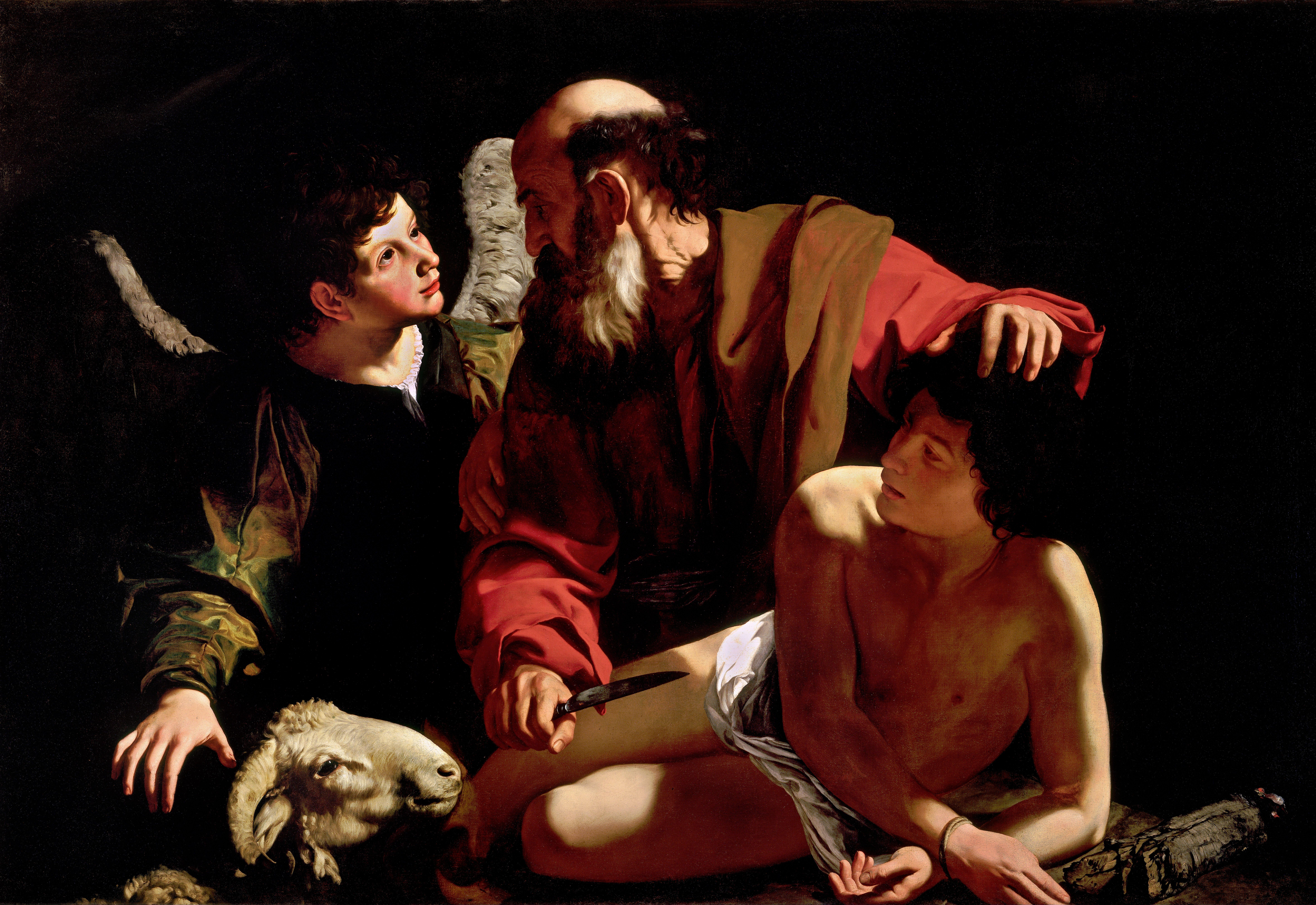
Жертвоприношение Исаака. Ок. 1603. Холст, масло. Собрание Принстонского университета, США
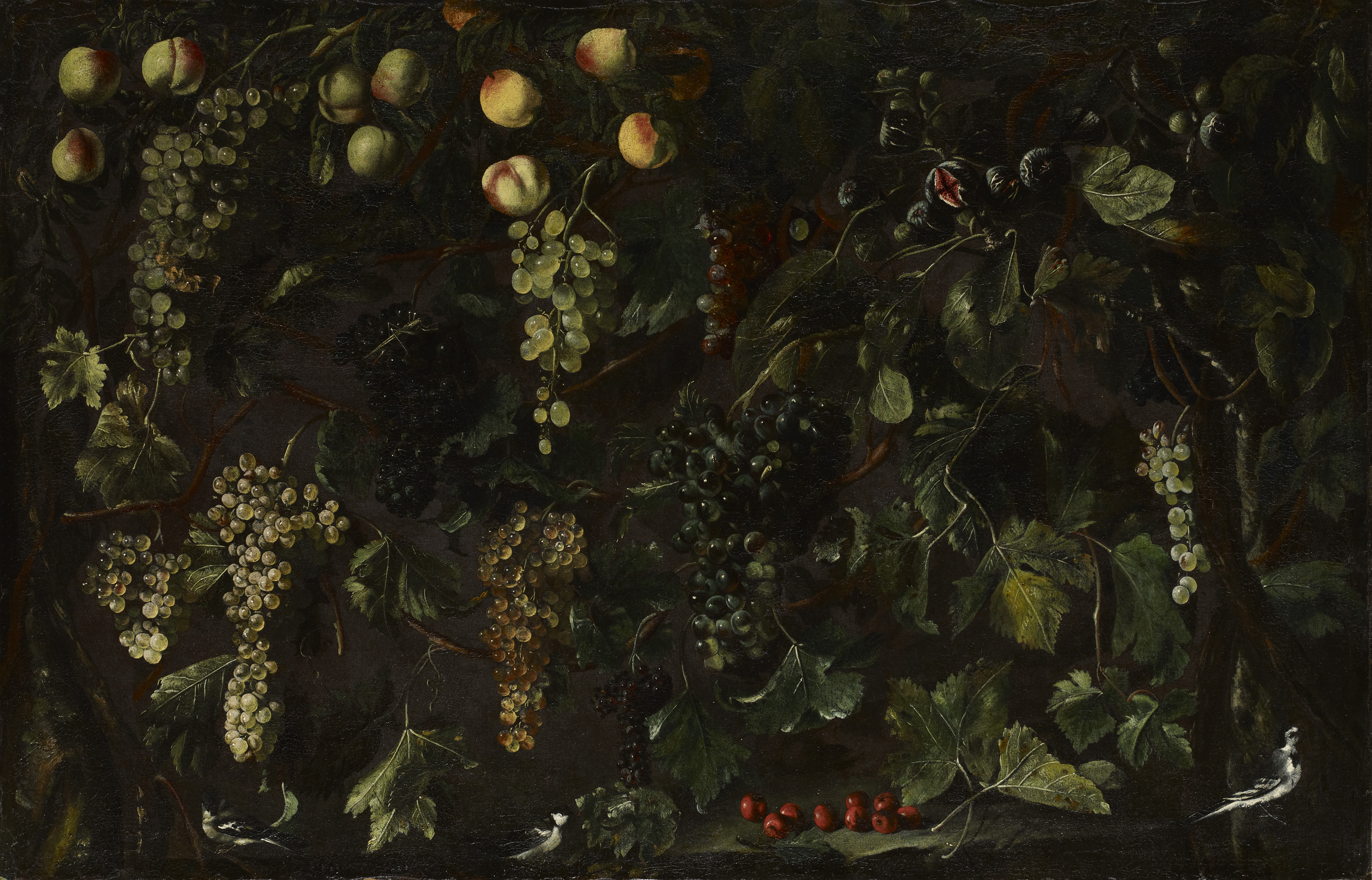
Виноградные лозы и фрукты с тремя трясогузками. Между 1615 и 1618. Холст, масло. Метрополитен-музей, Нью-Йорк
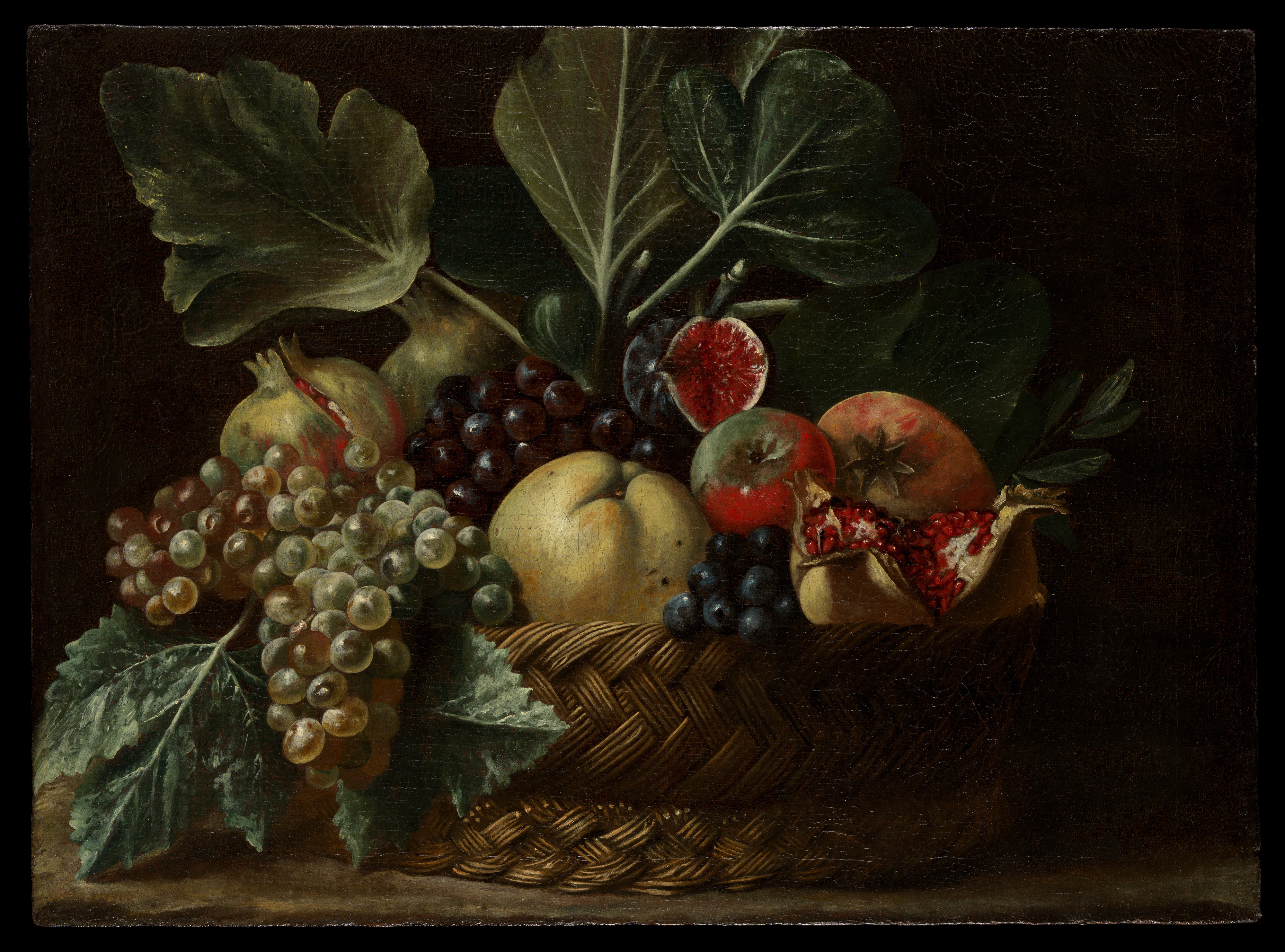
Корзина с фруктами. Ок. 1620. Холст, масло. Метрополитен-музей, Нью-Йорк